# Чемпіонат України з футболу серед жінок 2009: вища ліга
Чемпіонат України з футболу 2009 року серед жінок — 18-й чемпіонат України з футболу, який проводився серед жіночих колективів. Змагання відбувалися лише в одному дивізіоні. Турнір стартував 17 квітня, а завершився 15 жовтня 2009 року. Звання чемпіона України через 4 року повернув собі чернігівська «Легенда».

## Учасники
У чемпіонаті в 2009 році брали участь 7 команд. Після річної перерви до турніру повернувся київський «Атекс». З учасників минулого сезону чемпіонат позбувся одеської «Чорноморочки», херсонської «Південки» і бронзового призера — калуського «Нафтохіміка».
| Клуб         | Місто                         |
| ------------ | ----------------------------- |
| Атекс        | Київ                          |
| Донеччанка   | Донецьк                       |
| Житлобуд-1   | Харків                        |
| Іллічівка    | Маріуполь                     |
| Легенда      | Чернігів                      |
| Родина-Ліцей | Костопіль, Рівненська область |
| Ятрань-Базис | Уманський район               |

## Турнірна таблиця
| М | Команда                        | І  | В  | Н | П | РМ    | О  |
| - | ------------------------------ | -- | -- | - | - | ----- | -- |
| 1 | «Легенда» (Чернігів)*          | 12 | 11 | 0 | 1 | 43−3  | 33 |
| 2 | «Житлобуд-1» (Харків)          | 12 | 8  | 1 | 3 | 39−7  | 25 |
| 3 | «Іллічівка» (Маріуполь)        | 12 | 7  | 2 | 3 | 26−13 | 23 |
| 4 | «Донеччанка» (Донецьк)         | 12 | 6  | 1 | 5 | 21−12 | 19 |
| 5 | «Родина-Ліцей» (Костопіль)     | 12 | 2  | 3 | 7 | 11−27 | 9  |
| 6 | «Ятрань-Базис» (Уманський р-н) | 12 | 1  | 3 | 8 | 7−37  | 6  |
| 7 | «Атекс» (Київ)                 | 12 | 1  | 2 | 9 | 6−54  | 5  |

Примітка: * Кваліфікаційний раунд Ліги чемпіонів УЄФА

## Результати матчів
| Команда                           | ЛЕГ | ЖБ1 | ІЛЧ | ДОН | РОД | ЯТР | АТЕ  |
| --------------------------------- | --- | --- | --- | --- | --- | --- | ---- |
| 1. «Легенда» (Чернігів)           |     | 3:0 | 1:0 | +:- | 6:0 | 9:0 | 5:0  |
| 2. «Житлобуд-1» (Харків)          | 0:1 |     | 4:1 | 1:1 | 3:0 | -:+ | 11:0 |
| 3. «Іллічівка» (Маріуполь)        | 2:1 | 1:2 |     | 3:2 | +:- | 5:0 | 6:1  |
| 4. «Донеччанка» (Донецьк)         | 1:2 | 0:2 | 0:1 |     | 4:1 | 2:0 | 4:0  |
| 5. «Родина-Ліцей» (Костопіль)     | 0:4 | 0:5 | 0:0 | 1:2 |     | 1:1 | 5:0  |
| 6. «Ятрань-Базис» (Уманський р-н) | 0:2 | 0:3 | 2:7 | 1:3 | 1:1 |     | 1:3  |
| 7. «Атекс» (Київ)                 | 0:9 | 0:8 | 0:0 | 0:2 | 1:2 | 1:1 |      |